# 21. Waffen-Gebirgs-Division der SS „Skanderbeg“ (albanische Nr. 1)
Die 21. Waffen-Gebirgs-Division der SS „Skanderbeg“ (albanische Nr. 1) war eine Gebirgs-Division der Waffen-SS während des Zweiten Weltkrieges. Sie bestand vorwiegend aus Albanern unter deutschem Kommando.
Die Division wurde vornehmlich auf dem Balkan gegen die Jugoslawische Volksbefreiungsarmee eingesetzt. Als selbständiger Verband bestand die Division bis Dezember 1944. Angehörige dieses Truppenverbands verübten im Kosovo und den angrenzenden Regionen Kriegsverbrechen an der Zivilbevölkerung. Die Einheit war zudem für die Deportation einiger hundert Juden aus dem Kosovo ins KZ Bergen-Belsen verantwortlich.

## Geschichte

### Aufstellung und Organisation
Nach der Kapitulation Italiens gegenüber den Alliierten im September 1943 wurde Albanien aufgrund einer separaten, am 9. September 1943 in Tirana unterzeichneten Kapitulation des italienischen Befehlshabers Ezio Rosi von deutschen Truppen besetzt, 270.000 italienische Soldaten und 8000 Offiziere gerieten in deutsche Gefangenschaft. Das Land wurde der Herrschaft eines Hohen Regentschaftsrats (Këshilli i Lartë i Regjencës) unter Führung Mehdi Bej Frashëris unterstellt, der von einer unter deutscher Aufsicht gewählten „Nationalversammlung“ ernannt wurde. Die militärische Besetzung übernahm das XXI. Gebirgs-Korps der Wehrmacht. Die Rekrutierung von albanischen Soldaten für deutsche Verbände wurde auf Initiative des „Sonderbevollmächtigten Südost“ des Auswärtigen Amts, Neubacher, zunächst verboten, um den Schein der albanischen Unabhängigkeit zu wahren. Ein halbes Jahr später setzte Heinrich Himmler jedoch die Aufstellung einer aus Albanern bestehenden Waffen-SS-Gebirgsdivision durch. Das Rahmenpersonal sollte aus deutschen Angehörigen der SS-Divisionen „Handschar“ und „Prinz Eugen“ bestehen. Die Division sollte taktisch dem XXI. Gebirgs-Korps  unterstehen. Entscheidenden Einfluss hierbei hatten die drei kosovo-albanischen Politiker Xhafer Deva, Rexhep Mitrovica und Bedri Pejani.
Auf Verfügung vom 17. April wurde am 1. Mai 1944 im Raum Peja/Prishtina/Prizren die Waffen-Gebirgs-Division der SS „Skanderbeg“ (albanische Nr. 1) errichtet. Die albanische Kollaborationsregierung hatte eine Liste von über 11.000 möglichen Rekruten nach Berlin gesandt, von denen die SS letztlich 9.275 Mann für geeignet hielt. Es wurden jedoch nur 6.500 Mann tatsächlich für die Division rekrutiert. Dazu kamen noch 300 Albaner, die vorher in der kroatischen SS-Division „Handschar“ gedient hatten. Deutsche Offiziere und Veteranen ergänzten den Personalbestand und dienten als Kader. Insgesamt hatte die Division bei ihrer Aufstellung einen Mannschaftsstand von etwas über 8.500 Soldaten und war in zwei Infanterieregimenter, ein Artillerieregiment sowie eine Aufklärungsabteilung, eine Nachrichten-Abteilung, eine Panzerjäger-Abteilung und ein Pionierbataillon gegliedert. Kommandeur der Division war der SS-Standartenführer August Schmidhuber.
Die Namensgebung wurde analog zu anderen aus Ausländern rekrutierten Verbänden vorgenommen. Divisionen, die aus Angehörigen der so genannten „nordischen Rasse“ bestanden, wurden als SS-Divisionen bezeichnet, Formationen aus Angehörigen als rassisch oder sonst minderwertig angesehenen Gruppen als Waffen-Divisionen der SS.
Die albanischen Rekruten stammten zum größten Teil aus dem Kosovo und waren ausschließlich Muslime. Der Grund hierfür waren Auseinandersetzungen zwischen muslimischen Bosniern und Katholiken nach Einbeziehung der letzteren in die SS-Division „Handschar“. Gründe für die hauptsächliche Rekrutierung im Kosovo waren: In Albanien hatte die Kollaborationsregierung kaum noch Rückhalt, und weite Teile des Landes wurden bereits von den kommunistischen Partisanen beherrscht. Außerdem war die Feindschaft zu Bulgaren, Montenegrinern und Serben außerhalb des Kosovo, das während des Krieges mit anderen von Albanern besiedelten Gebieten zu einem Großalbanien vereint war, weniger stark ausgeprägt. Kosovarische Albaner ließen sich für die SS-Division Skanderbeg rekrutieren, weil sie gegen ihre slawischen Nachbarvölker beziehungsweise die jugoslawisch dominierten Partisanen im Kosovo eingesetzt werden sollten. Die SS machte sich also die Feindschaft unter den Balkan-Völkern zunutze, als sie die neue Einheit aufstellte.

### Einsatz, Kriegsverbrechen und Auflösung
Die SS-Division Skanderbeg sollte zur Partisanenbekämpfung in Jugoslawien eingesetzt werden.
Während des Sommers operierte sie im Kosovo und in den angrenzenden Gebieten Mazedoniens und Montenegros weniger als militärischer Verband, denn als Terrororganisation gegen die Zivilbevölkerung. Eine unbekannte, aber zweifellos große Zahl von Nichtalbanern und kommunistischer Sympathien verdächtigter Personen wurde innerhalb weniger Wochen ermordet bzw. aus dem Kosovo vertrieben. Neubacher ging im April 1944 davon aus, dass seit Mai 1941 40.000 Serben aus dem Kosovo-Gebiet vertrieben oder ermordet wurden und weitere 30.000 zur Auswanderung angemeldet waren.
Im Mai 1944 ordnete er die Errichtung des Konzentrationslagers Priština als „Erziehungslager“ für politisch, insbesondere kommunistisch Verdächtige und Schuldige an. Als Wachmannschaften wurden gediente Freiwillige der SS-Division Skanderbeg eingeteilt.
Am 28. Juli 1944 ermordeten Angehörige der Division im montenegrinischen Dorf Velika 380 Einwohner, darunter 120 Kinder, und setzten 300 Häuser in Brand. Die im Kosovo verbliebenen Juden wurden von Angehörigen der Division gefangen genommen und später von den Deutschen ins KZ Bergen-Belsen deportiert. In Skopje unterstand der Einheit ein Lager, in das die mazedonischen Juden verbracht wurden, bevor man sie in deutsche Konzentrationslager abtransportierte. Die Gewalt der SS-Einheit richtete sich auch gegen die Volksgruppe der Roma.
Militärische Erfolge gegen die Tito-Partisanen konnte die Division nicht erringen. Die Partisanen kontrollierten zu diesem Zeitpunkt schon weite Teile des Kosovo, praktisch den ganzen Süden Serbiens um Vranje und die angrenzenden mazedonischen Gebiete. Im Operationsgebiet der Division riefen die Tito-Partisanen am 2. August 1944 die Republik Mazedonien aus.
Die Kampfkraft der albanischen Division war gering und viele ihrer Angehörigen setzten sich ab. Aufgrund der hohen Desertionsrate wurde im September 1944 beschlossen, die Division aufzulösen. Wie im Fall der bosnischen SS-Division „Handschar“ bildete das deutsche Personal eine Kampfgruppe, die dann im Verband der 7. SS-Freiwilligen-Gebirgs-Division „Prinz Eugen“ weiterkämpfte.
Im Oktober 1944 wurde die Division nach Skopje verlegt. Im August war Bulgarien aus dem Krieg ausgeschieden und das vormals bulgarische Besatzungsgebiet musste nun von deutschen Truppen kontrolliert werden, damit der Rückzugsweg für die in Griechenland stehenden Verbände offen blieb. Die Truppe musste nun gegen die mittlerweile mit der Sowjetunion verbündeten Bulgaren kämpfen.
Zum Jahreswechsel 1944/45 existierte die Division nicht mehr als eigenständiger Verband. Die Reste der Truppe gingen im Januar 1945 nach Kosovska Mitrovica zurück. Wenige Soldaten erreichten über Brčko im Norden Bosniens bis zum Mai 1945 Österreich, wo sie das Kriegsende erlebten.
Von Februar bis Juni 1945 verhängte Tito über das Kosovo-Gebiet das Kriegsrecht, um zwei größere albanische Aufstände niederzuwerfen. Die Behandlung von Kollaborateuren im Nachkriegsjugoslawien verlief in zwei unterschiedlichen Phasen: In der ersten Phase wurden Gefangene aus den Reihen der „Handschar“ und „Skanderbeg“ hart bestraft; in der zweiten Phase seit Ende der 1940er Jahre versuchten Tito und die hohen Parteifunktionäre, die südslawische Bevölkerung zu einen, indem sie die Bestrafungen auf Personen beschränkten, die bis zuletzt für die Deutschen gekämpft hatten.

### Nachwirken
Die SS-Division Skanderbeg und die von ihr verübten Kriegsverbrechen wurden in den 1990er Jahren zum Thema der Geschichtspolitik und darüber hinaus für den Kosovo-Konflikt instrumentalisiert.
Der Journalist Chris Hedges erhob 1999 den Vorwurf, Teile der UÇK gehörten zur faschistischen Rechten, weil sie Söhne oder Enkel von Angehörigen der SS-Division oder von „Kaçak-Rebellen“ der 1920er Jahre seien. Demgegenüber wies Noel Malcolm darauf hin, dass die Zahl der Nachkommen von SS-Divisionsangehörigen, bedenkt man den geringen Mobilisierungserfolg – der Höchststand der Division betrug 6491 Mann – zu vernachlässigen sei. Auch sei für die Mobilisierung keine faschistische Ideologie maßgeblich gewesen, sondern meist der Wunsch, eine Rückkehr des Kosovo unter die Führung Belgrads nach einem Sieg der Tito-Partisanen zu verhindern.
Franziska A. Zaugg, die Verfasserin der ersten Monographie über albanische SS-Einheiten, hebt die Funktion interethnischer Gewalterfahrungen im Grenzgebiet Kosovo-Montenegro-Albanien-Mazedonien sowie die Instrumentalisierung dieser Gewalterfahrungen durch die Deutschen bei der Rekrutierung für die „Skanderbeg“-Division hervor. Hinzu kam auf deutscher Seite ein durch völkische Wissenschaftler sowie die Romane Karl Mays erzeugtes romantisch-idealisierendes Bild der Albaner als eines todesmutigen Kämpfers, das freilich im Kriegsverlauf ins Gegenteil verkehrt wurde: Am Ende des Krieges galten die Albaner bei den Deutschen als disziplinlose Drückeberger und Plünderer.

## Gliederung
- Waffen-Gebirgsjäger-Regiment der SS 50 (albanisches Nr. 1) (I. – III.)
- Waffen-Gebirgsjäger-Regiment der SS 51 (albanisches Nr. 2) (I. – III.)
- Waffen-Gebirgs-Artillerie-Regiment der SS 21 (albanisches Nr. 1) (I. – IV.)
  - SS-Gebirgs-Aufklärungs-Abteilung 21
  - SS-Sturmgeschütz-Abteilung „Skanderbeg“
  - SS-Gebirgs-Panzerjäger-Abteilung 21
  - SS-Gebirgs-Pionier-Bataillon 21
  - SS-Gebirgs-Nachrichten-Abteilung 21
  - SS-Sanitäts-Abteilung 21
  - SS-Wirtschafts-Bataillon 21
  - SS-Divisionstruppen 21
  - SS-Gebirgs-Feldersatz-Bataillon 21

## Kommandeure
- April bis 1. Mai 1944 SS-Brigadeführer Josef Fitzthum
- 1. Mai 1944 bis Januar 1945 SS-Brigadeführer August Schmidhuber
- SS-Obersturmbannführer Alfred Graf (i. V.)